# Sebastian Dogariu
Sebastian Ioan Dogariu (Târgu Mureș, 10 de septiembre de 1977) es un deportista rumano que compitió en halterofilia. Ganó una medalla de plata en el Campeonato Mundial de Halterofilia de 2005 y una medalla de plata en el Campeonato Europeo de Halterofilia de 2005, ambas en la categoría de 77 kg.

## Palmarés internacional
| Campeonato Mundial | Campeonato Mundial | Campeonato Mundial | Campeonato Mundial |
| Año                | Lugar              | Medalla            | Categoría          |
| ------------------ | ------------------ | ------------------ | ------------------ |
| 2005               | Doha (Catar)       | Medalla de plata   | 77 kg              |
| Campeonato Europeo |                    |                    |                    |
| Año                | Lugar              | Medalla            | Categoría          |
| 2005               | Sofía (Bulgaria)   | Medalla de plata   | 77 kg              |